# Невидимый цирк
«Невидимый цирк» (англ. The Invisible Circus) — американский фильм 2001 года режиссёра Адама Брукса. В главных ролях: Джордана Брюстер и Кристофер Экклстон. Премьера фильма состоялась 11 января 2001 года на кинофестивале «Сандэнс», а 2 февраля 2001 года он был выпущен в прокат в США.

## Сюжет
Начало 70-х годов прошлого века… Юная Фиби отправляется путешествовать по Европе, чтобы найти ответ на вопрос, который мучил её долгие годы. Когда Фиби была   ребёнком, её старшая сестра Фэйт, хиппи-активистка, причислявшая себя к рядам политических радикалов, ушла странствовать по Европе вместе со своим бойфрендом.
А год спустя из Португалии пришло известие о самоубийстве Фэйт. Всё это время Фиби не могла понять, что заставило всегда веселую и жизнерадостную Фэйт наложить на себя руки. И теперь решила выяснить это, пройдя путь своей сестры от начала до конца.

## В ролях
| Актёр              | Роль           |
| ------------------ | -------------- |
| Джордана Брюстер   | Фиби           |
| Кристофер Экклстон | Вольф          |
| Камерон Диас       | Фэйт           |
| Камилла Белль      | Фиби в детстве |
| Блайт Даннер       | Гейл           |
| Патрик Берджин     | Джин           |
| Мориц Бляйбтрой    | Эрик           |
| Изабель Паско      | Клэр           |
| Рикки Кооле        | Никки          |